# Roman Toi
Roman Toi (* 18. Juni 1916 in Kõo, heute Kreis Viljandi, Estland; † 7. Mai 2018 in Toronto) war ein estnischer Komponist.

## Leben
Roman Toi studierte von 1932 bis 1936 am Tallinner Konservatorium (heute Musik- und Theaterakademie) Chorleitung und Orgel. Von 1936 bis 1940 studierte Toi Rechtswissenschaft an der Universität Tartu, bevor er von 1941 bis 1944 Komposition bei Heino Eller und Dirigieren bei Olav Roots studierte. Während der deutschen Besetzung Estlands war Toi von 1941 bis 1944 Musikredakteur beim estnischen Rundfunk. 1943 besuchte er eine Fortbildung am Mozarteum in Salzburg.
Vor der sowjetischen Besetzung Estlands floh Toi 1944 nach Deutschland. Dort engagierte er sich stark in Flüchtlingskreisen. Toi war Veranstalter der ersten Sängerfeste der Auslandsesten 1946 in Altenstadt und ein Jahr später in Augsburg.
Bis 1949 lebte Toi in Kanada. 1953 schloss er im Fernstudium das Fach Komposition an der Universität Chicago ab. Von 1973 bis 1977 studierte er in Montreux, anschließend an den Universitäten von Cincinnati und Toronto. Ab 1974 war Toi Dozent für Musiktheorie und Komposition am Konservatorium von Toronto. Daneben war er als Organist, Dirigent und Leiter exilestnischer Chöre tätig. Er komponierte zahlreiche Musikstücke, vor allem Kantaten und Lieder für Chöre. 1995 leitete er das allgemeine estnische Sängerfest in Tallinn.

## Werke (Auswahl)
- Sümfoonia (1952)
- Suur on jumal, su ramm (Kantate, 1967)
- Mängumees (Kantate, 1970)
- Psalm 100 (für gemischten Chor, 1981)